# Стацано (Рим)
Стацано је насеље у Италији у округу Рим, региону Лацио.
Према процени из 2011. у насељу је живело 251 становника. Насеље се налази на надморској висини од 270 м.